# Morenas (manzana)
Morenas es el nombre de una variedad cultivar de manzano (Malus domestica). Esta manzana es originaria de Galicia, está cultivada en la colección de árboles frutales y banco de germoplasma de Mabegondo con el N.º 43; ejemplares procedentes de esquejes localizados en San Cosme de Nogueirosa, parroquia del municipio de Pontedeume (La Coruña).

## Sinónimos
- "Manzana Morenas",[4][5]
- "Maceira Morenas".

## Características
El manzano de la variedad 'Morenas' tiene un vigor vigoroso. Tamaño grande y porte erguido.
Época de inicio de brotación a partir del 6 de abril y de floración a partir de 26 de abril.
Las hojas tienen una longitud del limbo de tamaño corto, con la máxima anchura del limbo media. Longitud de las estípulas es larga y la máxima anchura de las estípulas es estrecha. Denticulación del borde del limbo es serrado, con la forma del ápice del limbo mucronado y la forma de la base del limbo es obtuso. Con subestípulas presentes.
Sus flores tienen una longitud de los pétalos media, anchura de los pétalos es ancha, disposición de los pétalos superpuestos entre sí, con una longitud del pedúnculo media.
La variedad de manzana 'Morenas' tiene un fruto de tamaño medio, de forma plana-globosa, de color ocre, con chapa fuerte, y de intensidad desconocido. Epidermis de textura rugosa; sin pruina en su superficie y con presencia de cera nula. Sensibilidad al "russeting" (pardeamiento áspero superficial que presentan algunas variedades) muy sensible. Con lenticelas de tamaño medianas.
Los sépalos están dispuestos de parcialmente replegados, y superpuestos en su base; su fosa calicina muy profunda y de una anchura ancha. Pedúnculo de grosor grueso y de longitud medio, siendo la cavidad peduncular de una profundidad profunda y de anchura ancha. Con pulpa de color blanca-crema, cuya firmeza es intermedia y textura intermedia; su jugosidad es intermedia con sabor de acidez media, y poco aromática.
Época de maduración y recolección es el 8 de octubre. 'Morenas' es una manzana que su destino es la conservación de esta variedad en el banco de germoplasma de Mabegondo como reserva genética.

## Susceptibilidades
- Oidio: ataque débil
- Moteado: no presenta
- Raíces aéreas: no presenta
- Momificado: no presenta
- Pulgón lanígero: no presenta
- Pulgón verde: ataque débil
- Araña roja: no presenta
- Chancro del manzano: no presenta[3]